# Linda G. Alvarado
Linda G. Alvarado (Albuquerque, 1951) è una dirigente d'azienda, dirigente sportiva, imprenditrice edile statunitense; è Presidente e Amministratore Delegato dell'Alvarado Construction, Inc. una grande impresa commerciale e industriale di general contracting/gestione dei cantieri e progettazione/costruzione a Denver, Colorado. È anche Presidente di Palo Alto, Inc. (un'azienda di ristorazione), comproprietaria della squadra di baseball Colorado Rockies e membro del consiglio di amministrazione della 3M.

## Primi anni
Linda Alvarado è nata ad Albuquerque, nel Nuovo Messico. Ha frequentato il Pomona College a Claremont, in California, dove si è laureata nel 1973 con una laurea in economia. All'età di 5 anni le fu diagnosticata un'ernia. Ha avviato l'azienda Alvarado nel 1976 con l'aiuto dei suoi genitori, con un prestito di 2.500 dollari. L'azienda ha iniziato costruendo marciapiedi in cemento, per poi passare a progetti più grandi come scuole, stadi e acquari. Quando ha aperto la sua attività, era attiva nei consigli di amministrazione delle organizzazioni non profit, sostenendo le minoranze e sviluppando legami più forti con il centro della città. All'età di 27 anni ha fatto parte del suo primo consiglio di amministrazione aziendale.

## Carriera
Linda Alvarado ha fondato la sua azienda, la Alvarado Construction, nel 1976 e continua a supervisionare l'azienda come CEO. Considerata una delle aziende edili in più rapida crescita negli Stati Uniti, la Alvarado Construction ha uffici in quattro Stati diversi. È oggi una delle maggiori società immobiliari commerciali occidentali, con un fatturato di 41 milioni di dollari all'anno. Inoltre ricopre posizioni di direttore in 5 aziende Fortune 1000 e fa parte dei consigli di amministrazione di 3M, Pitney Bowes, Pepsi Bottling Group e Qwest Communications International. Alvarado è coproprietaria della società di baseball della Major League, i Colorado Rockies. È la prima comproprietaria ispanica di una squadra di serie A e la prima donna mai impegnata in un'offerta formale per la proprietà di una squadra di serie A di baseball. La Alvarado possiede anche molti ristoranti in franchising in vari Stati.

## Premi e onorificenze
- Premio Frontrunner della Sara Lee Corp. (1993)[7]
- Donna d'affari dell'anno Revlon (1996)
- Designata una delle 100 persone ispaniche più autorevoli d'America dalla rivista Hispanic Business Magazine
- Membro della Commissione consultiva del Presidente sull'eccellenza educativa per gli ispanoamericani (1995-2001)
- Premio Donna d'affari dell'anno 1996 dalla Camera di Commercio Ispanica degli Stati Uniti, onorata con il prestigioso Sara Lee Corporation Frontrunner Award[12]
- Premio Horatio Alger del 2001
- Introdotta nella Colorado Women's Hall of Fame (2002)
- Introdotta nella National Women's Hall of Fame (2003)
- Nominata nella Commissione della Casa Bianca per l'eccellenza ispanica nell'istruzione
- Nominata Donna dell'Anno dalla Mexican American Foundation
- Premio National Women's Economic Alliance Director's Choice Award.[13]
- Nominata “Most Inspiring American Latino” dalla rete American Latino TV.[14]

## Partecipazione alla comunità
La Alvarado sostiene le iniziative per l'educazione dei latini e aiuta le donne latine a creare carriere imprenditoriali. È membro della Camera di Commercio Greater Denver, della Rete Nazionale delle Donne Ispaniche e della Camera di Commercio Ispanica.